# Філіпп Шумахер
Філіпп Шумахер (нім. Philipp Schumacher; 3 серпня 1979, м. Мангейм, Баден-Вюртемберг, Німеччина) — німецький хокеїст, лівий нападник.

## Життєпис
Вихованець клубу «Маннхаймер ЕРК», вже у 1994 році дебютував у складі молодіжної команди, а в сезоні 1997/98 дебютує і в основному складі «орлів» (клуб змінив назву у 1994 році) та стає чемпіоном Німеччини. У наступному сезоні Філіпп проводить 14 матчів у регулярному чемпіонаті та один матч у плей-оф та здобуває другу золоту медаль.
Свої повноцінні чемпіонати провів у складі «Франкфурт Ліонс» 2000/02 роках. Правда це стали останні сезони нападника в Німецькій хокейній лізі, після цього він грав за «Бад-Наухайм» у другій Бундеслізі та фарм-клубі «орлів» у регіональній лізі. Завершив свою кар'єру хокеїста у 2008 році.

## Нагороди та досягнення
- 1998 чемпіон Німеччини у складі «Адлер Мангейм»
- 1999 чемпіон Німеччини у складі «Адлер Мангейм»

## Статистика
| Сезон                       | Клуб                        | Ліга                        | Регулярна першість | Регулярна першість | Регулярна першість | Регулярна першість | Регулярна першість | Плей-оф | Плей-оф | Плей-оф | Плей-оф | Плей-оф |
| Сезон                       | Клуб                        | Ліга                        | І                  | Г                  | П                  | О                  | ШХ                 | І       | Г       | П       | О       | ШХ      |
| --------------------------- | --------------------------- | --------------------------- | ------------------ | ------------------ | ------------------ | ------------------ | ------------------ | ------- | ------- | ------- | ------- | ------- |
| 1997/98                     | Адлер Мангейм               | DEL                         | 3                  | 0                  | 0                  | 0                  | 0                  | –       | –       | –       | –       | –       |
| 1998/99                     | Адлер Мангейм               | DEL                         | 14                 | 0                  | 1                  | 1                  | 2                  | 1       | 0       | 0       | 0       | 0       |
| 1999/00                     | Адлер Мангейм               | DEL                         | 13                 | 0                  | 0                  | 0                  | 0                  | 1       | 0       | 0       | 0       | 0       |
| 1999/00                     | Юніори Мангейму             | Оберліга                    | 50                 | 22                 | 33                 | 55                 | 56                 |         |         |         |         |         |
| 2000/01                     | Франкфурт Ліонс             | DEL                         | 57                 | 3                  | 5                  | 8                  | 6                  | –       | –       | –       | –       | –       |
| 2001/02                     | Франкфурт Ліонс             | DEL                         | 33                 | 0                  | 3                  | 3                  | 4                  | –       | –       | –       | –       | –       |
| 2001/02                     | Бад-Наухайм                 | 2 Бундесліга                | 27                 | 8                  | 10                 | 18                 | 6                  | 10      | 3       | 3       | 6       | 4       |
| 2002/03                     | Бад-Наухайм                 | 2 Бундесліга                | 56                 | 7                  | 16                 | 23                 | 44                 | 5       | 1       | 0       | 1       | 4       |
| 2003/04                     | Бад-Наухайм                 | 2 Бундесліга                | 43                 | 5                  | 6                  | 11                 | 55                 | 10      | 0       | 1       | 1       | 12      |
| 2004/05                     | Маннхаймер ЕРК              | Регіональна ліга            | 17                 | 19                 | 37                 | 56                 | 42                 |         |         |         |         |         |
| 2005/06                     | Маннхаймер ЕРК              | Регіональна ліга            | 17                 | 36                 | 40                 | 76                 | 45                 |         |         |         |         |         |
| 2006/07                     | Маннхаймер ЕРК              | Регіональна ліга            | 27                 | 22                 | 48                 | 70                 | 83                 |         |         |         |         |         |
| 2007/08                     | Маннхаймер ЕРК              | Регіональна ліга            | 5                  | 3                  | 4                  | 7                  | 6                  |         |         |         |         |         |
| 2 Бундесліга разом          | 2 Бундесліга разом          | 2 Бундесліга разом          | 126                | 20                 | 32                 | 52                 | 105                | 25      | 4       | 4       | 8       | 20      |
| Німецька хокейна ліга разом | Німецька хокейна ліга разом | Німецька хокейна ліга разом | 120                | 3                  | 9                  | 12                 | 12                 | 2       | 0       | 0       | 0       | 0       |